# 卡纳伊巴
卡纳伊巴是巴西伯南布哥州的一个市镇。总面积429.7平方公里，总人口18265人，人口密度42.5人/平方公里。